# بالحدید
بالحدید (به عربی: بالحدید) یک منطقهٔ مسکونی در لیبی است که در استان جبل‌الاخضر واقع شده‌است.